# Synhedrion
Synhedrion (auch Synedrion; altgriechisch συνέδριον syn[h]édrion, etwa: „Gemeinschaft Zusammensitzender, Sitzung“) bezeichnete ein antikes griechisches Beratungs- und Beschlussgremium (Ratsversammlung).
Ein Synhedrion konnte sowohl für Symmachien wie den Korinthischen Bund als auch für Poleis, jedoch ebenso für nichtstaatliche Aufgaben zuständig sein (beispielsweise im Vereinswesen oder im religiösen Bereich, siehe Amphiktyonie). In den hellenistischen Staaten bezeichnete der Begriff auch den „Kronrat“ des Herrschers. In späthellenistischer und römischer Zeit verdrängte Synhedrion teilweise den Begriff Bule als Bezeichnung für den Stadtrat einer Polis.
Von der griechischen Bezeichnung Synhedrion leitet sich die latinisierte Bezeichnung synedrium, hebräisch סנהדרין sanhedrin, für den Hohen Rat in Jerusalem ab. Dieses 70-köpfige Gremium stellte vom 2. Jahrhundert v. Chr. bis zur Zerstörung des zweiten Tempels (70 n. Chr.) das höchste religiöse und politische Gremium und gleichzeitig das oberste Gericht des Judentums dar und tagte unter dem Vorsitz des amtierenden Hohenpriesters.